# 2023 en astronautique
Chronologie de l'astronautique
- 2019
- 2020
- 2021
- 2022
- 2023
- 2024
- 2025
- 2026
- 2027

Cette page présente la chronologie des événements qui se sont produits durant l'année 2023 dans le domaine de l'astronautique.

## Événements marquants en 2023
L'année 2023 est marquée par le nombre exceptionnel de lancements qui atteint un nouveau record (222 tirs battant le précédent record établi l'année précédente avec 186 lancements), les deux premiers vols de la fusée Starship de SpaceX qui est le plus puissant lanceur jamais construit et la croissance rapide des lanceurs privés chinois qui ont mis en oeuvre pour la première fois des fusées à ergols liquides développées en interne. Sur le plan scientifique, cinq sondes spatiales d'exploration du système solaire ont été lancées dont trois de taille modeste à destination de la Lune, les échantillons de l'astéroïde Bénou collectés par la sonde spatiale OSIRIS-REx sont revenus sur Terre et trois télescopes spatiaux ont été placés en orbite. Les Etats-Unis grâce à Space X domine le marché des lancements (116 vols) et reste le leader dans le domaine du spatial scientifique. La Chine consolide sa position de challenger avec 67 lancements et la montée en gamme des lanceurs privés chinois. Le programme spatial européen a été marqué par ses déboires avec ses lanceurs Ariane 6 et Vega toutefois compensés par le lancement de deux missions scientifiques majeures (Euclid et JUICE). La société SpaceX a contribué à établir un nouveau record en 2023  du nombre de satellites placés en orbite (1935 dont 73 % sont des satellites de la constellation Starlink de SpaceX)

### Sondes interplanétaires
Plusieurs missions d'exploration du système solaire ont été lancées en 2023 :
- La sonde spatiale Psyché dont l'objectif est d'étudier l'astéroïde métallique (16) Psyché qui pourrait être en partie le vestige du noyau ferreux d'une ancienne protoplanète résultant d'une violente collision avec un autre objet qui aurait arraché ses couches externes. Elle doit se placer en orbite autour de cet astre en 2026[3],[4].
- La sonde spatiale JUICE de l'Agence spatiale européenne a décollé en avril 2023 doit survoler à compter de juillet 2031 à plusieurs reprises les lunes de Jupiter Callisto, Europe et Ganymède avant de se mettre en orbite autour de cette dernière fin 2034 pour une étude plus approfondie[5],[6].
- La sonde spatiale lunaire russe Luna 25 est lancée en aout 2023 et parvient à se placer en orbite autour de la Lune mais s'écrase à sa surface lors de sa tentative d'atterrissage[7].
- La sonde spatiale indienne Chandrayaan-3 s'est placé en orbite de la Lune puis s'est posée près du pôle sud où elle a libéré un petit astromobile qui a fonctionné durant une journée lunaire[8].
- Le petit atterrisseur lunaire japonais SLIM doit permettre de valider des techniques d'atterrissage de précision s'est mis en orbite autour de la Lune le 25 décembre. Il doit se poser à la surface de l'astre courant janvier 2024[9].

Par ailleurs la capsule de la sonde spatiale OSIRIS-REx contenant des échantillons de sol de l'astéroïde Bénou a atterri  dans le désert de l'Utah le 24 septembre. Les échantillons ont été remis à un laboratoire équipé d'instruments permettant d'analyser leur composition chimique.

### Satellites scientifiques
Plusieurs satellites scientifiques ont été placés en orbite en 2023 :
- Le télescope spatial Euclid développé par l'Agence spatiale européenne va contribuer à déterminer l'origine de l'accélération de l'expansion de l'Univers et la nature de sa source, (énergie sombre). La mission repose sur des mesures du cisaillement gravitationnel et la détermination par spectroscopie de la distance des galaxies concernées. Le télescope est lancé le 1er juillet et arrive à sa destination, le point de Lagrange L2, un mois plus tard. Malgré la découverte de plusieurs anomalies de fonctionnement, le télescope commence à fournir ses premières images en octobre[11],[12].
- Le télescope spatial japonais à rayons X XRISM qui  reprend une partie de l'instrumentation du télescope Hitomi qui s'était désintégré en mars 2016 peu après son lancement. XRISM est placé en orbite le 7 septembre[13].
- L'observatoire solaire indien Aditya est lancé le 2 septembre[14]. Il doit observer les interactions entre la photosphère, la chromosphère et la couronne solaire depuis le point de Lagrange Terre-Soleil L1[15].

Missions scientifiques en 2023
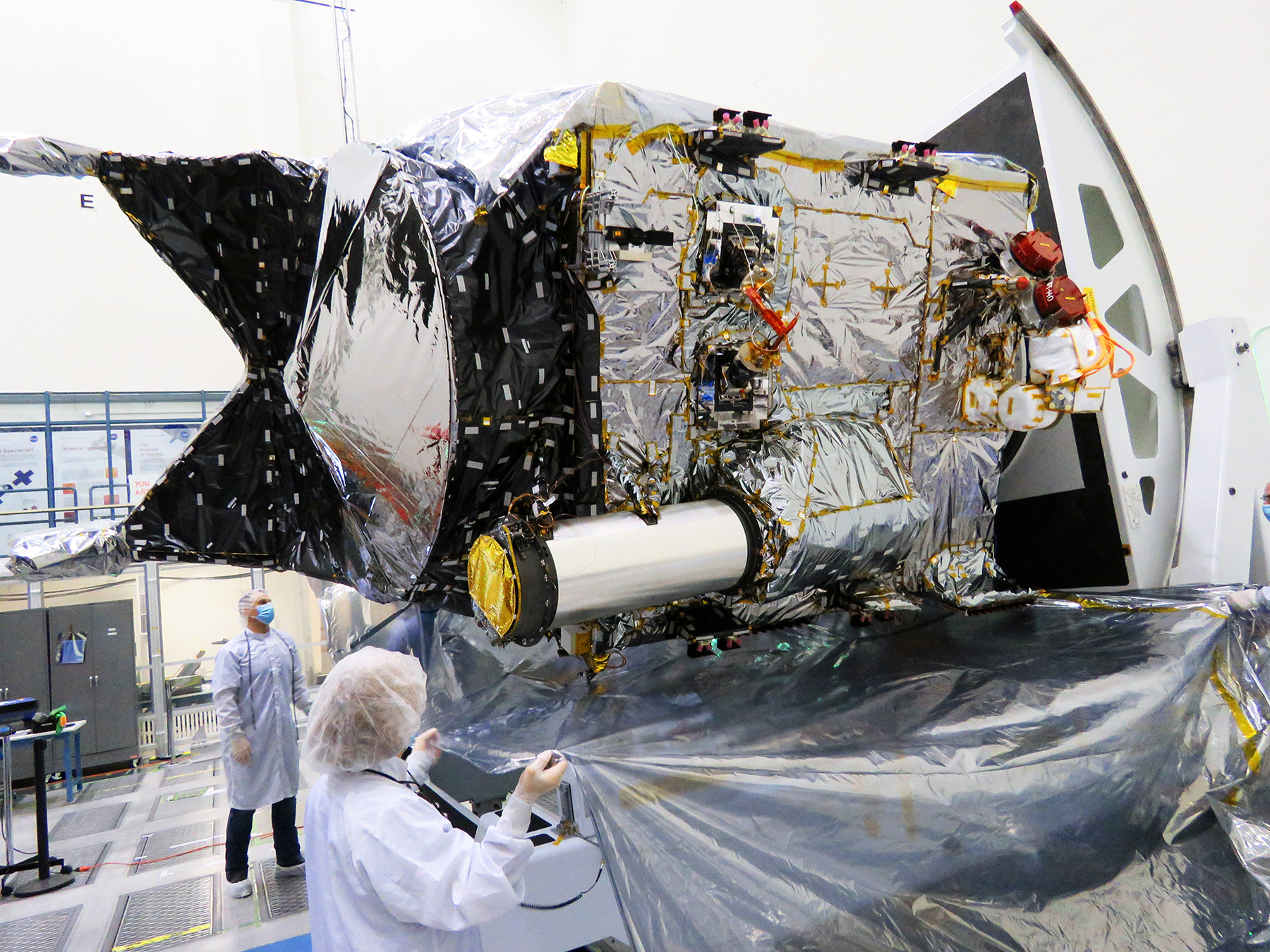
La sonde spatiale Psyché en cours d'intégration qui doit étudier l'astéroïde métallique (16) Psyché.
récupération de la capsule de la missionOSIRIS-REx contenant des échantillons de sol de l'astéroïde Bénou dans le désert de l'Utah.
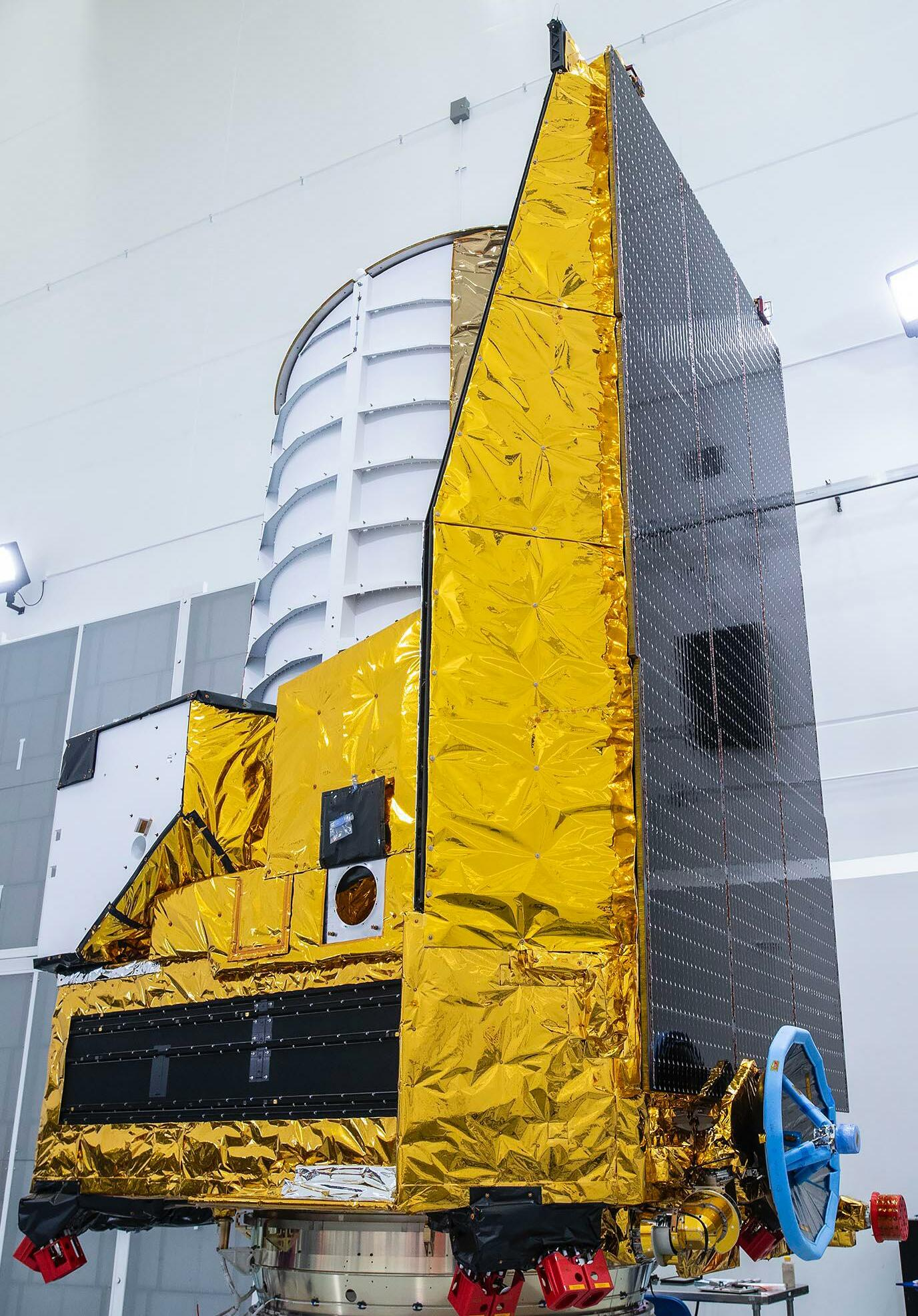
Le télescope spatial européen Euclid.

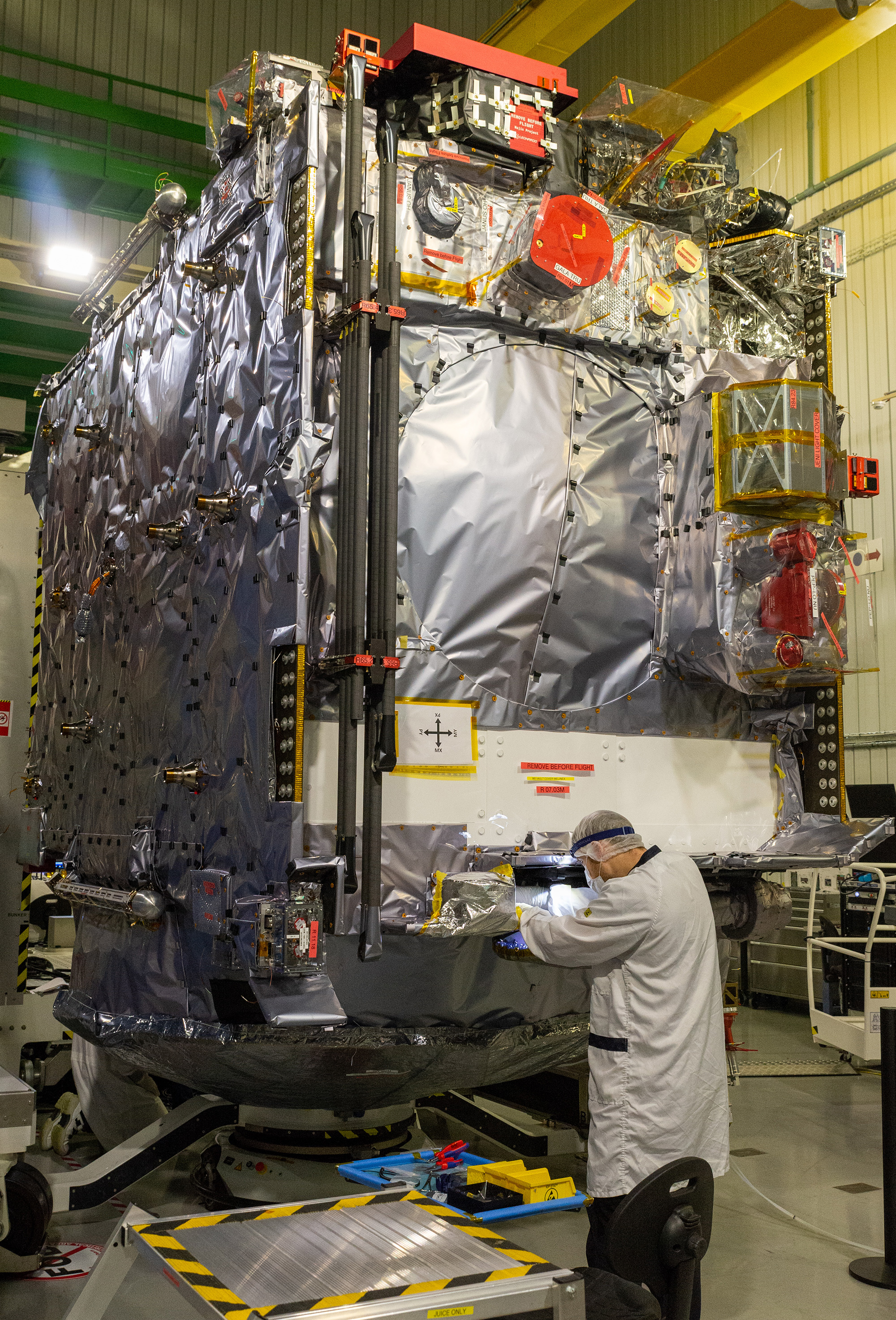
La sonde spatiale européenne JUICE.

### Satellites d'observation de la Terre
Plusieurs satellites d'observation de la Terre scientifiques ont dû être placés en orbite en 2023 :
- Obzor-R, satellite radar en bande X russe.

### Programme spatial habité
Six missions transportant des équipages ont été lancées en 2023. Quatre missions ont assuré la relève de l'équipage de la Station spatiale internationale (trois vaisseaux Crew Dragon de SpaceX et un vaisseau russe Soyouz) et deux vaisseaux chinois Shenzhou ont assuré la relêve de l'équipage de la Station spatiale chinoise.
Le programme Artemis de la NASA qui doit ramener des astronautes sur la Lune se poursuit mais il prend un certain retard. Celui-ci concerne plus particulièrement le développement la nouvelle combinaison spatiale qui sera utilisée pour les sorties extravéhiculaires à la surface de la Lune et la mise au point du vaisseau lunaire HLS et de son lanceur Starship.

### Lanceurs
Plusieurs lanceurs spatiaux effectuent leur premier vol en 2023.
Deux lanceurs lourds effectuent leur premier vol :
- Le lanceur super lourd américain réutilisable Starship. Les deux vol suborbitaux sont des échecs[16],[17].
- Le lanceur japonais H3 de l'agence spatiale japonaise JAXA qui doit remplacer la fusée H-IIA effectue son vol inaugural en mars. Mais celui-ci est un échec (le deuxième étage pourtant identifique à celui de la version précédente du lanceur ne s'est pas allumé). Le deuxième vol est programmé en février 2024[18].

Pour les lanceurs légers ce sont :
- le lanceur américain Terran 1 (1 250 kg en orbite basse).
- le lanceur américain RS1.
- le lanceur nord-coréen Chollima.
- Pour la Chine, qui a effectué 67 lancements en 2023 contre 64 en 2022, l'année est marquée par la montée en puissance des opérateurs privés qui inaugurent avec succès des lanceurs à ergols liquides développés en interne[19] :
  - Avec son lanceur Kerolox Tianlong-2 Space Pioneer devient la première entreprise privée chinoise à placer une fusée à propergol liquide en orbite lors de son premier essai[20].
  - LandSpace effectue une deuxième tentative de lancement cette fois réussie de son lanceur Zhuque-2 qui devient la première fusée à atteindre l'orbite avec une propulsion utilisant le méthane[21].
  - Le vol inaugural de la Longue Marche 6C variante de la Longue Marche 6A sans ses propulseurs d'appoint.
  - Galactic Energy lance 7 fusées Ceres-1 illustrant le dynamisme des opérateurs privés chinois.

Lanceurs ayant effectué leur premier vol
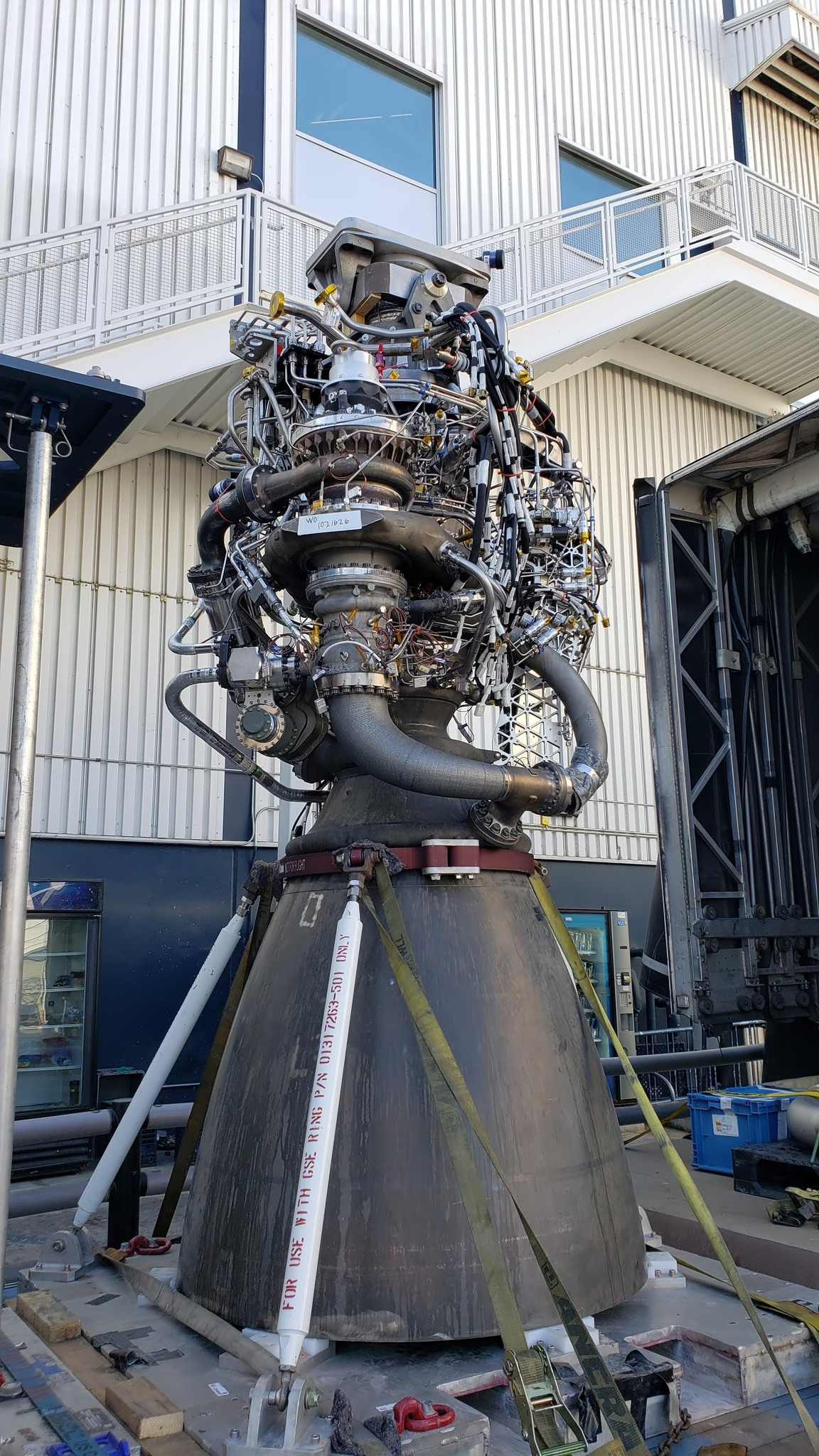
33 moteurs-fusées Raptor propulsent le premier étage du lanceur super-lourd Starship.
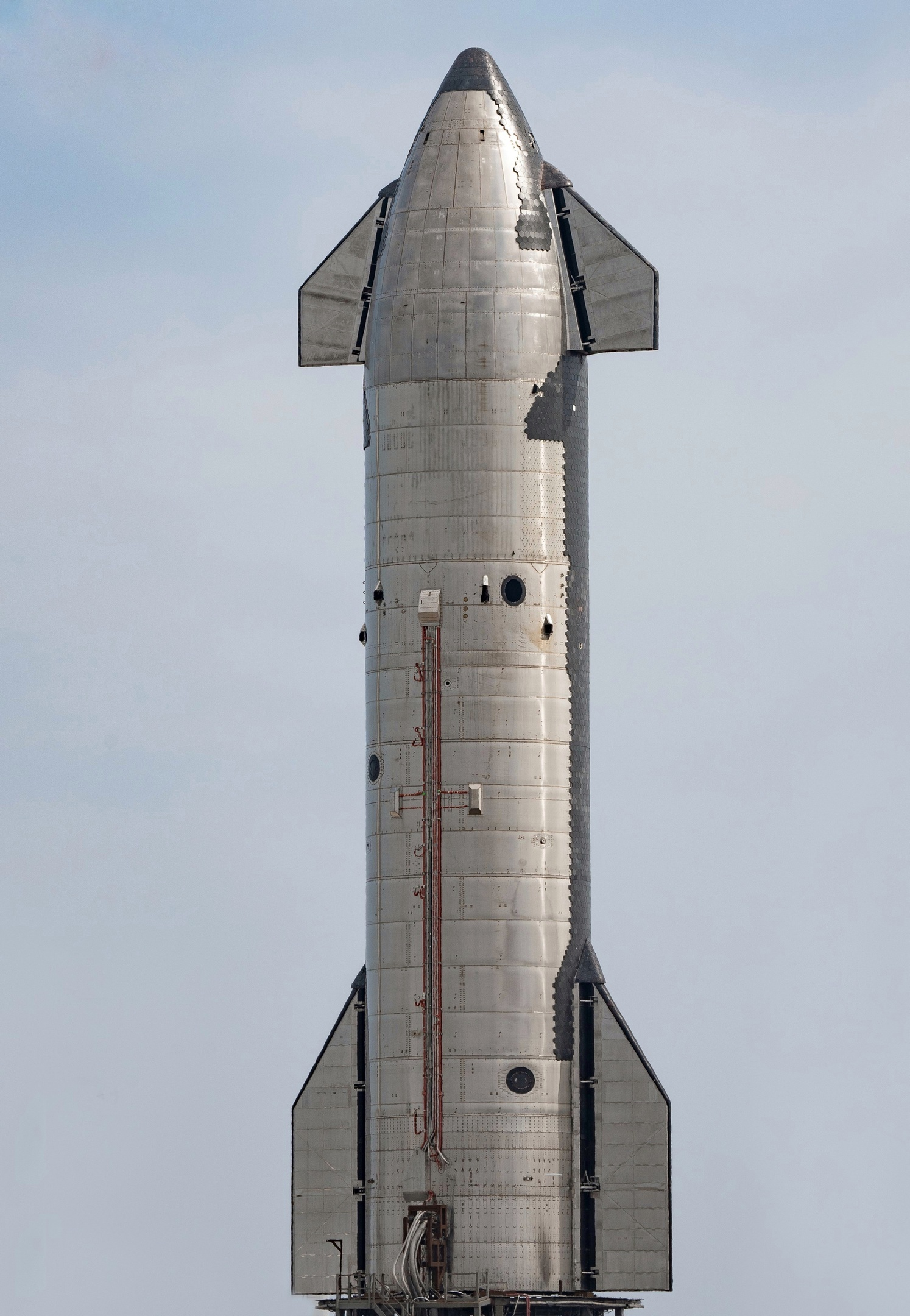
Deuxième étage du lanceur Starship
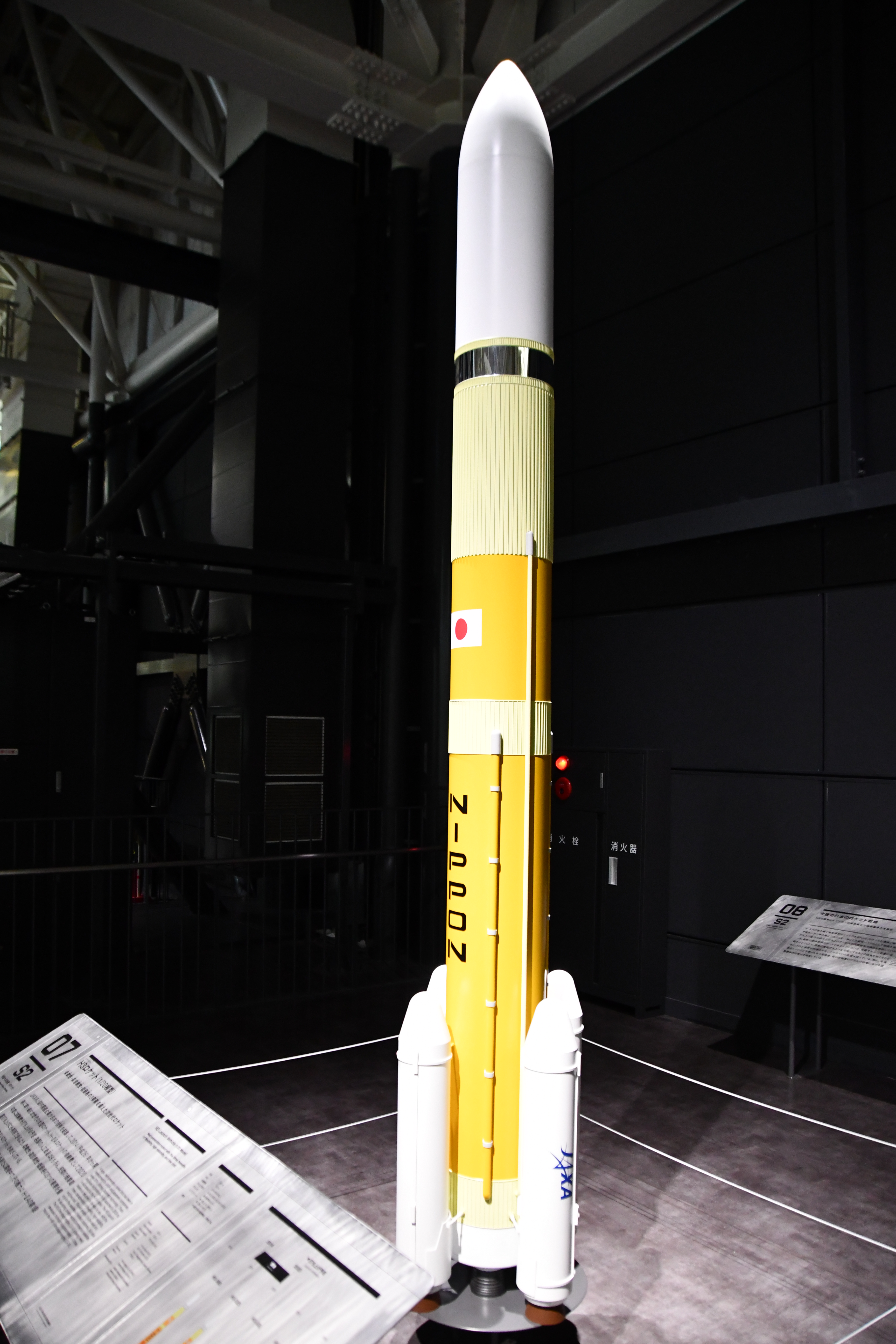
Maquette du lanceur lourd japonais H3 qui effectuera son premier vol début 2023.

## Chronologie

### Janvier
| Date       | Lanceur          | Base de lancement      | Orbite                 | Charge utile                                                                              | Notes |
| 3 janvier  | Falcon 9 Bloc 5  | Cap Canaveral          | Orbite héliosynchrone  | Transporter 6 (plusieurs satellites)                                                      | Micro-satellites et CubeSats |
| 8 janvier  | Longue Marche 7A | Wenchang               | Orbite géosynchrone    | Shijan 23                                                                                 | Démonstrateur technologique |
| 9 janvier  | Ceres-1          | Jiuquan                | Héliosynchrone         | Plusieurs nano-satellites                                                                 | Satellite météorologiques, IoT, éducation, observation de la Terre                                                                          |
| 9 janvier  | LauncherOne      | Cournouailles          | Orbite basse           | Prometheus 2, Kernow Sat 1, IOD-AMBER (IOD 3), ForgeStar-0, CIRCE 1, 2, satellite omanais | Démonstrateurs technologiques. Lancement au-dessus du Royaume-Uni. Échec du lancement dû à une défaillance de l'étage supérieur du lanceur. |
| 10 janvier | Falcon 9 Bloc 5  | Cap Canaveral          | Orbite basse           | OneWeb#1Z x 40                                                                            | Satellites de télécommunications |
| 10 janvier | RS1              | Kodiak                 | Orbite basse           | VariSat 1A & 1B                                                                           | Échec du lancement (anomalie du premier étage). Démonstrateurs technologiques                                                               |
| 12 janvier | Longue Marche 2C | Xichang                | Orbite géostationnaire | Apstar 6E                                                                                 | Satellite de télécommunications |
| 13 janvier | Longue Marche 2D | Jiuquan                | Orbite héliosynchrone  | Yaogan 37, Shiyan 22A et 22B                                                              | Satellite de reconnaissance (Yaogan) et démonstrateurs technologiques                                                                       |
| 14 janvier | Falcon Heavy     | Centre Spatial Kennedy | Orbite géostationnaire | CBAS 2 (USSF-67), LDPE 3A                                                                 | Satellite de télécommunication (CBAS 2), satellite expérimental                                                                             |
| 15 janvier | Longue Marche 2D | Taïyuan                | Orbite héliosynchrone  | Jilin-1 x 3, Beiyou-1, Luojia 3 01, Qilu-2 et 3, Rizhao-3, Golden Bauhinia 03-04,06       | Satellites d'observation de la Terre, démonstrateur technologique                                                                           |
| 18 janvier | Falcon 9 Bloc 5  | Cap Canaveral          | Orbite géostationnaire | GPS-III 6                                                                                 | Système de navigation par satellite |
| 19 janvier | Falcon 9 Bloc 5  | Vandenberg             | Orbite basse           | Starlink x 51 Groupe 2-4                                                                  | Satellites de télécommunications |
| 24 janvier | Electron         | MARS                   | Orbite basse           | HawkEye 360 Flight 1 et autres satellites                                                 | Satellite radio. Premier lancement d'Electron depuis les États-Unis                                                                         |
| 26 janvier | Falcon 9 Bloc 5  | Cap Canaveral          | Orbite basse           | Starlink x 56 Groupe 5-2                                                                  | Satellites de télécommunications |
| 26 janvier | H-IIA 202        | Tanegashima            | Orbite héliosynchrone  | IGS Radar-7                                                                               | Satellite de reconnaissance radar |
| 31 janvier | Falcon 9 Bloc 5  | Vandenberg             | Orbite basse           | Starlink x 49 Groupe 2-6 ION SCV                                                          | Satellites de télécommunications |

### Février
| Date       | Lanceur            | Base de lancement      | Orbite                 | Charge utile                     | Notes |
| 2 février  | Falcon 9 Bloc 5    | Centre Spatial Kennedy | Orbite basse           | Starlink x 53 Groupe 5-3         | Satellites de télécommunications |
| 5 février  | Proton-M / DM-3    | Baïkonour              | Orbite géostationnaire | Elektro-L #4                     | Satellite météorologique |
| 7 février  | Falcon 9 Bloc 5    | Cap Canaveral          | Orbite géostationnaire | Amazonas Nexus                   | Satellite de télécommunications |
| 9 février  | Soyouz 2.1a        | Baïkonour              | Orbite basse           | Progress MS-22                   | Ravitaillement de la Station spatiale internationale                                                                                       |
| 10 février | SSLV               | Satish Dhawan          | Orbite héliosynchrone  | AzaadiSAT-2 Janus-1              | Premier vol réussi de ce nouveau lanceur léger                                                                                             |
| 12 février | Falcon 9 Bloc 5    | Cap Canaveral          | Orbite basse           | Starlink x 55 Groupe 5-4         | Satellites de télécommunications |
| 17 février | Falcon 9 Bloc 5    | Vandenberg             | Orbite basse           | Starlink x 51 Groupe 2-5         | Satellites de télécommunications |
| 18 février | Falcon 9 Bloc 5    | Cap Canaveral          | Orbite géostationnaire | Inmarsat I-6 F2                  | Satellite de télécommunications |
| 23 février | Longue Marche 3B/E | Xichang                | Orbite géostationnaire | ChinaSat 26                      | Satellite de télécommunications |
| 24 février | Soyouz 2.1a        | Baïkonour              | Orbite basse           | Soyouz MS-23                     | Relève équipage de la Station spatiale internationale. Vaisseau vide destiné à remplacer MS-22 endommagé par un impact de micro-météorite. |
| 24 février | Longue Marche 2 C  | Jiuquan                | Orbite héliosynchrone  | Horus-1                          | Satellite d'observation de la Terre |
| 27 février | Falcon 9 Bloc 5    | Cap Canaveral          | Orbite basse           | Starlink V2 mini x 21 Groupe 6-1 | Première mise en orbite de la version V2 mini.                                                                                             |

### Mars
| Date    | Lanceur                 | Base de lancement      | Orbite                  | Charge utile              | Notes |
| 2 mars  | Falcon 9Bloc 5          | Centre spatial Kennedy | Orbite basse            | SpaceX Crew-6             | Relève équipage de la Station spatiale internationale                                                                     |
| 3 mars  | Falcon 9 Bloc 5         | Vandenberg             | Orbite basse            | Starlink x 51 Groupe 2-7  | Satellites de télécommunications                                                                                          |
| 7 mars  | H3-22S                  | Tanegashima            | Orbite héliosynchrone   | ALOS-3                    | Satellite de télédétection. Premier vol du lanceur H3. Échec du lancement à la suite d'une défaillance du deuxième étage. |
| 9 mars  | Falcon 9 Bloc 5         | Cape Canaveral         | Orbite basse            | OneWeb x 40               | Satellites de télécommunications. OneWeb #17.                                                                             |
| 9 mars  | Longue Marche 4 C       | Taïyuan                | Orbite héliosynchrone   | Tianhui 6A et 6B          | Satellite d'observation de la Terre                                                                                       |
| 12 mars | Proton-M / DM-3         | Baïkonour              | Orbite géostationnaire  | Olymp-K                   | Satellite écoute électronique                                                                                             |
| 13 mars | Longue Marche 2 C       | Jiuquan                | Orbite héliosynchrone   | Horus-2                   | Satellite d'observation de la Terre                                                                                       |
| 15 mars | Falcon 9 Bloc 5         | Centre spatial Kennedy | Orbite basse            | SpaceX CRS-27, CubeSats   | Ravitaillement de la Station spatiale internationale                                                                      |
| 15 mars | Longue Marche 11        | Jiuquan                | Orbite héliosynchrone   | Shiyan 19                 | Démonstrateur technologique                                                                                               |
| 16 mars | Electron                | MARS                   | Orbite basse            | Capella 9 et 10           | Satellites d'observation de la Terre.                                                                                     |
| 17 mars | Falcon 9 Bloc 5         | Vandenberg             | Orbite basse            | Starlink x 52 Groupe 2-8  | Satellites de télécommunications                                                                                          |
| 17 mars | Falcon 9 Bloc 5         | Cape Canaveral         | Orbite géosynchrone     | SES-18 et SES-19          | Satellites de télécommunications.                                                                                         |
| 17 mars | Longue Marche 3 B/E     | Xichang                | Orbite héliosynchrone   | Gaofen-13 02              | Satellite d'observation de la Terre                                                                                       |
| 22 mars | Kuaizhou 1A             | Jiuquan                | Orbite héliosynchrone   | Tianmu-1 03–06            | Satellite météorologique                                                                                                  |
| 23 mars | Terran-1                | Cape Canaveral         | Orbite basse            | Charge utile fictive      | Aucune charge utile. Vol inaugural du lanceur Terran 1. Échec du lancement à la suite d'une défaillance du 2e étage.      |
| 23 mars | Soyouz 2.1b / Fregat-MT | Plessetsk              | Orbite héliosynchrone   | Bars-M n°4                | Satellite de reconnaissance                                                                                               |
| 24 mars | Electron                | Mahia LC-1             | Orbite basse            | BlackSky 18 et 19         | Satellite d'observation de la Terre                                                                                       |
| 24 mars | Falcon 9 Bloc 5         | Cape Canaveral         | Orbite basse            | Starlink x 56 Groupe 5-5  | Satellites de télécommunications                                                                                          |
| 26 mars | GSLV Mk II              | Satish Dhawan          | Orbite basse            | OneWeb #1B x 36           | Satellites de télécommunications                                                                                          |
| 28 mars | Shavit                  | Palmachim              | Orbite basse rétrograde | Ofeq n°13                 | Satellite de reconnaissance optique                                                                                       |
| 29 mars | Soyouz 2.1v             | Plessetsk              | Orbite héliosynchrone   | EO MKA n°4                | Satellite de démonstration technologique militaire                                                                        |
| 29 mars | Falcon 9 Bloc 5         | Cape Canaveral         | Orbite basse            | Starlink x 56 Groupe 5-10 | Satellites de télécommunications                                                                                          |
| 30 mars | Longue Marche 2 D       | Taïyuan                | Orbite héliosynchrone   | PIESAT -1 01A–01D         | Satellite d'observation de la Terre                                                                                       |
| 31 mars | Longue Marche 4 C       | Jiuquan                | Orbite basse            | Yaogan 34-04              | Satellite de reconnaissance                                                                                               |

### Avril
| Date     | Lanceur           | Base de lancement | Orbite                 | Charge utile                                                  | Notes |
| 2 avril  | Tianlong-2        | Jiuquan           | Orbite héliosynchrone  | Jinta, etc.                                                   | Vol inaugural du lanceur Tianlong-2 |
| 2 avril  | Falcon 9 Bloc 5   | Vandenberg        |                        | Transport Layer Tranche 0 x 8 et Tracking Layer Tranche 0 x 2 | Satellites de communication, Satellites de détection et d'alerte de missiles |
| 7 avril  | Hyperbola-1       | Jiuquan           | Héliosynchrone         | à définir                                                     | Premier vol réussi après trois échecs (le dernier le 13 mai 2022) |
| 7 avril  | Falcon 9 Bloc 5   | Cape Canaveral    | Orbite géostationnaire | Intelsat 40-e / TEMPO                                         | Satellite de télécommunications avec en passager un instrument de mesure de la pollution (TEMPO) développé par la NASA. |
| 14 avril | Ariane 5 ECA      | Kourou            | Orbite héliocentrique  | Jupiter Icy Moons Explorer (JUICE)                            | Sonde spatiale orbiteur des lunes de Jupiter. |
| 15 avril | Falcon 9 Bloc 5   | Vandenberg        | Orbite héliosynchrone  | CubeSats                                                      | Mission RideShare emportant plusieurs dizaines de CubeSats |
| 16 avril | Longue Marche 4 B | Jiuquan           | Orbite basse           | Fengyun 3G                                                    | Satellite météorologique |
| 20 avril | Starship          | Starbase          | Orbite basse           | Charge utile fictive                                          | Vol inaugural suborbital du lanceur lourd Starship avec tentative de retour et amerrissage du premier et second étage. Échec du lancement extinction prématuré de plusieurs moteurs du premier étage et destruction partielle du pas de tir. |
| 22 avril | PSLV-CA           | Satish Dhawan     | Orbite héliosynchrone  | RTeLEOS-2                                                     | Satellite d'observation de la Terre |
| 27 avril | Falcon 9 Bloc 5   | Vandenberg        | Orbite héliosynchron   | Starlink x 46 Groupe 3-5                                      | Satellites de télécommunications |
| 28 avril | Falcon 9 Bloc 5   | Cape Canaveral    | Orbite moyenne         | O3b mPOWER 3 et 4                                             | Satellites de télécommunications |

### Mai
| Date   | Lanceur                         | Base de lancement      | Orbite                 | Charge utile                         | Notes |
| 1 mai  | Falcon Heavy                    | Centre spatial Kennedy | Orbite géostationnaire | ViaSat-3 Americas et Arcturus        | Satellites de télécommunication                                                                                              |
| 4 mai  | Falcon 9 Bloc 5                 | Cape Canaveral         | Orbite héliosynchron   | Starlink x 56 Groupe 5-6             | Satellites de télécommunications                                                                                             |
| 8 mai  | Electron                        | Mahia LC-1             | Orbite basse           | TROPICS x 2                          | CubeSats de la NASA faisant partie d'une constellation de 6 destinée à observer les cyclones tropicaux                       |
| 10 mai | Longue Marche 7                 | Wenchang               | Orbite géosynchrone    | Tianzhou 6                           | Ravitaillement station spatiale chinoise                                                                                     |
| 10 mai | Falcon 9 Bloc 5                 | Vandenberg             | Orbite basse           | Starlink x 51 Groupe 2-9             | Satellites de télécommunications                                                                                             |
| 14 mai | Falcon 9 Bloc 5                 | Cape Canaveral         | Orbite héliosynchron   | Starlink x 56 Groupe 5-9             | Satellites de télécommunications                                                                                             |
| 17 mai | Longue Marche 3 B/E -\| Xichang | Orbite géosynchrone    | Beidou-3 G4            | Satellite de navigation              | |
| 19 mai | Falcon 9 Bloc 5                 | Cape Canaveral         | Orbite héliosynchrone  | Starlink V2 mini x 22 Groupe 6-3     | Satellites de télécommunications                                                                                             |
| 20 mai | Falcon 9 Bloc 5                 | Vandenberg             | Orbite basse           | OneWeb x 15 Iridium NEXT x 5 JoeySat | Satellites de télécommunications                                                                                             |
| 21 mai | Longue Marche C C               | Jiuquan                | Orbite basse           | Macao Science 1A et 1B, Luojia-2 01  | Satellites météorologiques, démonstrateur technologique                                                                      |
| 21 mai | Falcon 9 Bloc 5                 | Centre spatial Kennedy | Orbite basse           | Axiom Space-2                        | Mission habitée privée du vaisseau Crew Dragon de SpaceX vers la Station spatiale internationale (ISS)                       |
| 24 mai | Soyouz 2.1a                     | Baïkonour              | Orbite basse           | Progress MS-23                       | Ravitaillement de la Station spatiale internationale                                                                         |
| 25 mai | Nuri                            | Naro                   | Orbite héliosynchrone  | NEXTSat-2, etc.                      | Démonstrateur technologique, CubeSats                                                                                        |
| 26 mai | Soyouz 2.1a / Fregat-M          | Vostotchny             | Orbite héliosynchone   | Kondor-FKA n°1                       | Satellite de reconnaissance radar                                                                                            |
| 26 mai | Electron                        | Mahia LC-1             | Orbite basse           | TROPICS x 2                          | CubeSats de la NASA faisant partie d'une constellation de 6 destinée à observer les cyclones tropicaux                       |
| 27 mai | Falcon 9 Bloc 5                 | Cape Canaveral         | Orbite géostationnaire | BADR-8                               | Satellite de télécommunications                                                                                              |
| 29 mai | GSLV Mk II                      | Satish Dhawan          | Orbite géosynchrone    | IRNSS-1J                             | Système de navigation par satellite, remplace IRNSS-1G.                                                                      |
| 30 mai | Longue Marche 2 F/G             | Jiuquan                | Orbite basse           | Shenzhou 16                          | Relève équipage de la station spatiale chinoise                                                                              |
| 31 mai | Chollima-1                      | Sohae                  | Orbite basse           | Malligyong-1                         | Satellite de reconnaissance. Vol inaugural du lanceur. Échec du lancement à la suite d'un défaut d'allumage du second étage. |
| 31 mai | Falcon 9 Bloc 5                 | Vandenberg             | Orbite basse           | Starlink x 52 Groupe 2-10            | Satellites de télécommunications                                                                                             |

### Juin
| Date    | Lanceur                | Base de lancement      | Orbite                | Charge utile                                                      | Notes                                                                                        |
| 4 juin  | Falcon 9 Bloc 5        | Cape Canaveral         | Orbite héliosynchrone | Starlink V2 mini x 21 Groupe 6-4                                  | Satellites de télécommunications                                                             |
| 5 juin  | Falcon 9 Bloc 5        | Centre spatial Kennedy | Orbite basse          | SpaceX CRS-28                                                     | Ravitaillement de la Station spatiale internationale                                         |
| 7 juin  | Lijian-1               | Jiuquan                | Orbite basse          | Shiyan 24 A et B, etc.                                            | 26 satellites embarqués (nouveau record pour la Chine)                                       |
| 9 juin  | Kuaizhou-1A            | Jiuquan                | Orbite basse          | Longjiang-3                                                       | Satellite de télécommunications                                                              |
| 12 juin | Falcon 9 Bloc 5        | Cape Canaveral         | Orbite héliosynchrone | Plusieurs dizaines de nano et micro satellites de différents pays | Mission Transporter-8 de type Dedicated SmallSat Rideshare                                   |
| 15 juin | Longue Marche 2D       | Taïyuan                | Orbite héliosynchrone | Jilin-1 x 40, Heerguosi-1                                         | Satellites d'observation de la Terre. 41 satellites embarqués (nouveau record pour la Chine) |
| 18 juin | Falcon 9 Bloc 5        | Cape Canaveral         | Orbite géosynchrone   | SATRIA-1                                                          | Satellite de télécommunications                                                              |
| 20 juin | Longue Marche 6        | Taïyuan                | Orbite héliosynchrone | Shiyan 25                                                         | Démonstrateur technologique                                                                  |
| 22 juin | Delta IV Heavy         | Cape Canaveral         | Orbite géosynchrone   | NROL-68                                                           | Satellite de reconnaissance de type Orion                                                    |
| 22 juin | Falcon 9 Bloc 5        | Vandenberg             | Orbite basse          | Starlink x 47 Groupe 5-7                                          | Satellites de télécommunications                                                             |
| 23 juin | Falcon 9 Bloc 5        | Cape Canaveral         | Orbite basse          | Starlink x 56 Groupe 5-12                                         | Satellites de télécommunications                                                             |
| 27 juin | Soyouz 2.1b / Fregat-M | Vostotchny             | Orbite basse          | Meteor-M n°2-3, une trentaine de CubeSats                         | Satellite météorologique                                                                     |

### Juillet
| Date        | Lanceur                 | Base de lancement                   | Orbite                 | Charge utile                                                           | Notes |
| 1er juillet | Falcon 9 Bloc 5         | Cape Canaveral                      | Point de Lagrange L2   | Euclid                                                                 | Télescope spatial                                                                                         |
| 5 juillet   | Ariane 5 ECA            | Kourou                              | Orbite géostationnaire | Syracuse 4B \| Heinrich Hertz                                          | Satellite de télécommunications militaire (Syracuse), Satellite de télécommunications                     |
| 7 juillet   | Falcon 9 Bloc 5         | Vandenberg                          | Orbite basse           | Starlink x 48 Groupe 5-13                                              | Satellites de télécommunications                                                                          |
| 9 juillet   | Longue Marche 2 C/YZ-1S | Jiuquan                             | Orbite basse           | Hulianwang Jishu Shiyan 01 et 02                                       | Satellites de télécommunications                                                                          |
| 10 juillet  | Falcon 9 Bloc 5         | Cape Canaveral                      | Orbite héliosynchrone  | Starlink V2 mini x 22 Groupe 6-5                                       | Satellites de télécommunications                                                                          |
| 12 juillet  | Zhuque-2                | Jiuquan                             | Orbite héliosynchrone  | Pas de charge utile                                                    | Premier vol orbital réussi d'un lanceur utilisant le méthane.                                             |
| 14 juillet  | GSLV Mk III             | Satish Dhawan                       | Surface Lunaire        | Chandrayaan-3                                                          | Atterrisseur lunaire. Seconde tentative après l'échec de 2019                                             |
| 16 juillet  | Falcon 9 Bloc 5         | Cape Canaveral                      | Orbite basse           | Starlink x 54 Groupe 5-15                                              | Satellites de télécommunications                                                                          |
| 18 juillet  | Electron                | Mahia LC-1                          | Orbite basse           | Telesat LEO 3, Lemur-2 x 2, Starling x 4                               | démonstrateurs technologiques, satellite d'observation de la Terre (Lemur)                                |
| 20 juillet  | Falcon 9 Bloc 5         | Base de lancement de Vandenberg     | Orbite basse           | Starlink V2 mini x 15 Groupe 6-15                                      | Satellites de télécommunications                                                                          |
| 20 juillet  | Kuaizhou-1A             | Jiuquan                             | Orbite héliosynchrone  | Tianmu-1 07–10                                                         | Météorologie                                                                                              |
| 22 juillet  | Ceres-1                 | Jiuquan                             | Orbite héliosynchrone  | Qiankun-1 , Xingshidai-16                                              | Démonstrateur technologique, satellite d'orbservation de la Terre                                         |
| 23 juillet  | Longue Marche 2 D       | Taïyuan                             | Orbite héliosynchrone  | Lingxi -03, Skysight AS-01 à AS-03                                     | Satellite de télécommunications, Satellites d'observation de la Terre                                     |
| 24 juillet  | Falcon 9 Bloc 5         | Base de lancement de Cape Canaveral | Orbite basse           | Starlink V2 mini x 22 Groupe 6-6                                       | Satellites de télécommunications                                                                          |
| 26 juillet  | Longue Marche 2 D       | Xichang                             | Orbite basse           | Yaogan 36-05A, 05B, 05C                                                | Satellites de reconnaissance                                                                              |
| 28 juillet  | Falcon 9 Bloc 5         | Cape Canaveral                      | Orbite basse           | Starlink x 22 Groupe 6-7                                               | Satellites de télécommunications                                                                          |
| 29 juillet  | Falcon Heavy            | Centre spatial Kennedy              | Orbite géostationnaire | EchoStar-24                                                            | Satellite de télécommunication d'une masse de 9 tonnes (nouveau record pour un satellite géostationnaire) |
| 30 juillet  | PSLV-CA                 | Satish Dhawan                       | Orbite basse           | DS-SAR , VELOX AM, ARCADE, ORB-12 Strider, Galassia 2, NuLIoN, SCOOB 2 | Satellite d'observation de la Terre radar (DS-SAR), démonstrateurs technologiques                         |

### Août
| Date    | Lanceur                 | Base de lancement               | Orbite                | Charge utile                      | Notes                                                                                          |
| 2 aout  | Antares 230+            | MARS                            | Orbite basse          | CRS NG-19 + 3 CubeSats            | Ravitaillement de la Station spatiale internationale. Dernier vol de la version 230+ d'Antares |
| 3 aout  | Falcon 9 Bloc 5         | Cape Canaveral                  | Orbite géosynchrone   | Galaxy 37                         | Satellite de télécommunications                                                                |
| 3 aout  | Longue Marche 4 B       | Taiyuan                         | Orbite héliosynchrone | Fengyun 3F                        | Satellite météorologique                                                                       |
| 7 aout  | Soyouz 2.1b / Fregat-MT | Plessetsk                       | Orbite moyenne        | Glonass-K2 n°13L                  | Satellite de navigation. Premier satellite de la série K2                                      |
| 8 aout  | Falcon 9 Bloc 5         | Base de lancement de Vandenberg | Orbite basse          | Starlink V2 mini x 15 Groupe 6-20 | Satellites de télécommunications                                                               |
| 8 aout  | Longue Marche 2 C       | Taïyuan                         | Orbite héliosynchrone | Huanjing-2F                       | Satellite d'observation de la Terre                                                            |
| 10 aout | Ceres-1                 | Jiuquan                         | Héliosynchrone        | Diwei Zhineng Yingji-1, CubeSats  |                                                                                                |
| 10 aout | Soyouz 2.1b / Fregat    | Vostotchny                      | Orbite lunaire        | Luna 25 et 13 cubesats            | Atterrisseur lunaire                                                                           |
| 11 aout | Falcon 9 Bloc 5         | Cape Canaveral                  | Orbite basse          | Starlink x 22 Groupe 6-9          | Satellites de télécommunications                                                               |
| 12 aout | Longue Marche 3 B/E     | Xichang                         | Orbite géosynchrone   | Ludi Tance-4 01A                  | Satellite d'observation de la Terre                                                            |
| 17 aout | Falcon 9 Bloc 5         | Cape Canaveral                  | Orbite basse          | Starlink x 22 Groupe 6-10         | Satellites de télécommunications                                                               |
| 20 aout | Longue Marche 3 B/E     | Jiuquan                         | Orbite héliosynchrone | Gaofen 12-04                      | Satellite d'observation de la Terre                                                            |
| 22 aout | Falcon 9 Bloc 5         | Base de lancement de Vandenberg | Orbite basse          | Starlink V2 mini x 21 Groupe 7-1  | Satellites de télécommunications                                                               |
| 23 aout | Soyouz 2.1a             | Baïkonour                       | Orbite basse          | Progress MS-24                    | Ravitaillement de la Station spatiale internationale                                           |
| 23 aout | Chŏllima 1              | Sohae                           | Orbite héliosynchrone | Malligyong-1                      | Satellite technologique                                                                        |
| 23 aout | Electron                | Mahia LC-1                      | Orbite basse          | Acadia 1                          | Satellite d'observation de la Terre                                                            |
| 25 aout | Ceres-1                 | Jiuquan                         | Héliosynchrone        | Jilin-1 Kuanfu-02A                | Satellite d'observation de la Terre                                                            |
| 26 aout | Falcon 9 Bloc 5         | Centre spatial Kennedy          | Orbite basse          | SpaceX Crew-7                     | Relève équipage de la Station spatiale internationale                                          |
| 27 aout | Falcon 9 Bloc 5         | Cape Canaveral                  | Orbite basse          | Starlink x 22 Groupe 6-11         | Satellites de télécommunications                                                               |
| 31 aout | Longue Marche 2 D       | Xichang                         | Orbite basse          | Yaogan 39-01A, 01B, 01C           | Satellites de reconnaissance                                                                   |

### Septembre
| Date         | Lanceur           | Base de lancement      | Orbite                 | Charge utile                                                   | Notes                                                                                                   |
| 1 septembre  | Falcon 9 Bloc 5   | Cape Canaveral         | Orbite basse           | Starlink x 22 Groupe 6-13                                      | Satellites de télécommunications                                                                        |
| 2 septembre  | PSLV-XL           | Satish Dhawan          | Orbite héliosynchrone  | Aditya L1                                                      | Observatoire spatial solaire                                                                            |
| 2 septembre  | Falcon 9 Bloc 5   | Vandenberg             | Orbite polaire         | Transport Layer Tranche 0 x 11 et Tracking Layer Tranche 0 x 2 | Satellites de communication, Satellites de détection et d'alerte de missiles                            |
| 4 septembre  | Falcon 9 Bloc 5   | Centre spatial Kennedy | Orbite basse           | Starlink x 21 Groupe 6-12                                      | Satellites de télécommunications                                                                        |
| 5 septembre  | Ceres-1           | Jiuquan                | Héliosynchrone         | Tianqi 21–24                                                   | Satellite internet des objets                                                                           |
| 6 septembre  | Longue Marche 4 C | Jiuquan                | Orbite basse           | Yaogan 33-03                                                   | Satellite d'observation de la Terre                                                                     |
| 7 septembre  | H-IIA 202         | Tanegashima            | Orbite basse           | XRISM SLIM                                                     | Télescope spatial rayons X, Atterrisseur lunaire                                                        |
| 9 septembre  | Falcon 9 Bloc 5   | Cape Canaveral         | Orbite basse           | Starlink x 22 Groupe 6-14                                      | Satellites de télécommunications                                                                        |
| 10 septembre | Longue Marche 6 A | Taiyuan                | Orbite basse           | Yaogan 40-A, B etC                                             | Satellites d'écoute électronique                                                                        |
| 10 septembre | Atlas V 551       | Cap Canaveral          | Orbite géostationnaire | Silentbarker 1,2 et 3                                          | Satellites militaires de Veille spatiale                                                                |
| 12 septembre | Falcon 9 Bloc 5   | Vandenberg             | Orbite basse           | Starlink x 21 Groupe 7-2                                       | Satellites de télécommunications                                                                        |
| 15 septembre | Firefly Alpha     | Cap Canaveral          | Orbite basse           | Victus Nox                                                     | Veille spatiale. Mission Tactically Responsive Space-3 (TacRS-3) du Space Systems Command               |
| 15 septembre | Soyouz 2.1a       | Baïkonour              | Orbite basse           | Soyouz MS-24                                                   | Relève équipage de la Station spatiale internationale                                                   |
| 16 septembre | Falcon 9 Bloc 5   | Cape Canaveral         | Orbite basse           | Starlink x 22 Groupe 6-16                                      | Satellites de télécommunications                                                                        |
| 17 septembre | Longue Marche 2 D | Xichang                | Orbite basse           | Yaogan 39-02A, 02B, 02C                                        | Satellites de reconnaissance                                                                            |
| 19 septembre | Electron          | Mahia LC-1             | Orbite basse           | Acadia 2                                                       | Satellite d'observation de la Terre. Échec du lancement à la suite d'une défaillance du deuxième étage. |
| 20 septembre | Falcon 9 Bloc 5   | Cape Canaveral         | Orbite basse           | Starlink x 22 Groupe 6-17                                      | Satellites de télécommunications.                                                                       |
| 21 septembre | Ceres-1           | Jiuquan                | Héliosynchrone         | Jilin-1 Gaofen-04B                                             | Satellite d'observation de la Terre. Échec du lancement                                                 |
| 24 septembre | Falcon 9 Bloc 5   | Cape Canaveral         | Orbite basse           | Starlink x 22 Groupe 6-18                                      | Satellites de télécommunications                                                                        |
| 25 septembre | Falcon 9 Bloc 5   | Vandenberg             | Orbite basse           | Starlink x 21 Groupe 7-3                                       | Satellites de télécommunications                                                                        |
| 26 septembre | Longue Marche 4 C | Jiuquan                | Orbite basse           | Yaogan 33-04                                                   | Satellite de reconnaissance                                                                             |
| 27 septembre | Qased             | Sharud                 | Orbite basse           | Noor 3                                                         | Satellite de reconnaissance                                                                             |
| 30 septembre | Falcon 9 Bloc 5   | Cape Canaveral         | Orbite basse           | Starlink x 22 Groupe 6-19                                      | Satellites de télécommunications                                                                        |

### Octobre
| Date       | Lanceur            | Base de lancement      | Orbite                | Charge utile               | Notes                                                                 |
| 5 octobre  | Falcon 9 Bloc 5    | Cape Canaveral         | Orbite basse          | Starlink x 22 Groupe 6-21  | Satellites de télécommunications                                      |
| 5 octobre  | Longue Marche 2 D  | Xichang                | Orbite basse          | Yaogan 39-03A, 03B, 03C    | Satellites de reconnaissance                                          |
| 6 octobre  | Atlas V 501        | Cape Canaveral         | Orbite basse          | KuiperSat-1 et 2           | Prototypes de la constellation de satellites Kuiper d'Amazon.         |
| 9 octobre  | Vega               | Kourou                 | Orbite basse          | THEOS-2, etc.              | Satellites d'observation de la Terre, autres                          |
| 9 octobre  | Falcon 9 Bloc 5    | Vandenberg             | Orbite basse          | Starlink x 21 Groupe 7-4   | Satellites de télécommunications                                      |
| 13 octobre | Falcon 9 Bloc 5    | Cape Canaveral         | Orbite basse          | Starlink x 21 Groupe 7-4   | Satellites de télécommunications                                      |
| 13 octobre | Falcon Heavy       | Centre spatial Kennedy | Orbite basse          | Psyché                     | Sonde spatiale vers l'astéroïde Psyché                                |
| 15 octobre | Longue Marche 2 D  | Jiuquan                | Orbite héliosynchrone | Yunhai-1 04                | Satellite météorologique                                              |
| 18 octobre | Falcon 9 Bloc 5    | Cape Canaveral         | Orbite basse          | Starlink x 22 Groupe 6-23  | Satellites de télécommunications                                      |
| 21 octobre | Falcon 9 Bloc 5    | Vandenberg             | Orbite basse          | Starlink x 21 Groupe 7-5   | Satellites de télécommunications                                      |
| 22 octobre | Falcon 9 Bloc 5    | Cape Canaveral         | Orbite basse          | Starlink x 23 Groupe 6-24  | Satellites de télécommunications                                      |
| 23 octobre | Longue Marche 2 D  | Xichang                | Orbite basse          | Yaogan 39-04A, 04B, 04C    | Satellites de reconnaissance                                          |
| 26 octobre | Longue Marche 2F/G | Jiuquan                | Orbite basse          | Shenzhou 17                | Mission avec équipage à bord de la nouvelle station spatiale chinoise |
| 27 octobre | Soyouz 2.1b        | Plessetsk              | Orbite basse          | Lotos-S1 n°07, Cosmos 2571 | Satellite de reconnaissance militaire                                 |
| 29 octobre | Falcon 9 Bloc 5    | Vandenberg             | Orbite basse          | Starlink x 21 Groupe 7-6   | Satellites de télécommunications                                      |
| 30 octobre | Falcon 9 Bloc 5    | Cape Canaveral         | Orbite basse          | Starlink x 22 Groupe 6-25  | Satellites de télécommunications                                      |
| 31 octobre | Longue Marche 6A   | Taïyuan                | Orbite héliosynchrone | Tianhui 5A et 5B           | Satellite d'observation de la Terre                                   |

### Novembre
| Date        | Lanceur            | Base de lancement      | Orbite                 | Charge utile                       | Notes                                                                                         |
| 3 novembre  | Longue Marche 7    | Wenchang               | Orbite géosynchrone    | TJS-10                             | Démonstrateur technologique                                                                   |
| 4 novembre  | Falcon 9 Bloc 5    | Cape Canaveral         | Orbite basse           | Starlink x 23 Groupe 6-26          | Satellites de télécommunications                                                              |
| 8 novembre  | Falcon 9 Bloc 5    | Cape Canaveral         | Orbite basse           | Starlink x 23 Groupe 6-27          | Satellites de télécommunications                                                              |
| 9 novembre  | Longue Marche 3B/E | Xichang                | Orbite géostationnaire | ChinaSat 6E                        | Satellite de télécommunications qui remplace ChinaSat 6B.                                     |
| 10 novembre | Falcon 9 Bloc 5    | Centre spatial Kennedy | Orbite basse           | SpaceX CRS-29                      | Ravitaillement de la Station spatiale internationale, instrument Atmospheric Waves Experiment |
| 11 novembre | Falcon 9 Bloc 5    | Centre spatial Kennedy | Orbite héliosynchrone  | une soixantaine de nano-satellites | Mission Transporter-9                                                                         |
| 12 novembre | Falcon 9 Bloc 5    | Cape Canaveral         | Orbite moyenne         | O3b mPower 5 et 6                  | Satellites de télécommunications                                                              |
| 16 novembre | Longue Marche 2C   | Taïyuan                | Orbite basse           | HaiYang 3A                         | Satellite océanographique                                                                     |
| 18 novembre | Starship           | Starbase               | Orbite basse           | Pas de charge utile                | Deuxième tentative de vol suborbital. Échec du 2ème étage                                     |
| 18 novembre | Falcon 9 Bloc 5    | Cape Canaveral         | Orbite basse           | Starlink x 23 Groupe 6-28          | Satellites de télécommunications                                                              |
| 20 novembre | Falcon 9 Bloc 5    | Vandenberg             | Orbite basse           | Starlink x 22 Groupe 7-7           | Satellites de télécommunications                                                              |
| 22 novembre | Falcon 9 Bloc 5    | Cape Canaveral         | Orbite basse           | Starlink x 23 Groupe 6-29          | Satellites de télécommunications                                                              |
| 23 novembre | Longue Marche 2 D  | Xichang                | Orbite basse           | Hulianwang Jishu Shiyan 2A/2B/2C   | Satellites de télécommunications                                                              |
| 25 novembre | Soyouz 2.1b        | Plessetsk              | Orbite héliosynchrone  | Razdan 1                           | Satellite de reconnaissance                                                                   |
| 28 novembre | Falcon 9 Bloc 5    | Cape Canaveral         | Orbite basse           | Starlink x 23 Groupe 6-30          | Satellites de télécommunications                                                              |

### Décembre
| Date        | Lanceur               | Base de lancement               | Orbite                | Charge utile                                                 | Notes                                                                                                 |
| 1 décembre  | Soyouz 2.1a           | Baïkonour                       | Orbite basse          | Progress MS-25                                               | Ravitaillement de la Station spatiale internationale                                                  |
| 1 décembre  | Falcon 9 Bloc 5       | Vandenberg                      | Orbite basse          | 425 Project EO/IR Sat 1 + multiples micro et nano satellites | |
| 3 décembre  | Falcon 9 Bloc 5       | Cape Canaveral                  | Orbite basse          | Starlink x 23 Groupe 6-31                                    | Satellites de télécommunications                                                                      |
| 4 décembre  | Longue Marche 2 C     | Jiuquan                         | Orbite héliosynchrone | MisrSat-2 Égypte Xingchi- 2A et 2B                           | Satellites d'observation de la Terre                                                                  |
| 4 décembre  | TV2                   | Barge en mer de Chine orientale | Orbite basse          | S-STEP                                                       | Démonstrateur technologique                                                                           |
| 5 décembre  | Ceres-1               | Jiuquan                         | Héliosynchrone        | Tianyan-16, Xingchi-1A                                       | Satellites d'observation de la Terre                                                                  |
| 5 décembre  | Jielong-3             | Tai Rui (barge)                 | Orbite basse          | Hulianwang Jishu Shiyan 3                                    | Satellite de télécommunications                                                                       |
| 7 décembre  | Falcon 9 Bloc 5       | Cape Canaveral                  | Orbite basse          | Starlink x 23 Groupe 6-33                                    | Satellites de télécommunications                                                                      |
| 8 décembre  | Falcon 9 Bloc 5       | Vandenberg                      | Orbite basse          | Starlink x 22 Groupe 7-8                                     | Satellites de télécommunications                                                                      |
| 8 décembre  | Zhuque-2              | Jiuquan                         | Orbite héliosynchrone | Honghu-1 et 2, Tianyi 33                                     | Démonstrateurs technologique                                                                          |
| 10 décembre | Longue Marche 2 D     | Xichang                         | Orbite basse          | Yaogan 39-05A, 05B, 05C                                      | Satellites de reconnaissance                                                                          |
| 14 décembre | Longue Marche 2 F/T   | Jiuquan                         | Orbite héliosynchrone | Avion spatial expérimental réutilisable                      | Navette spatiale réutilisable utilisée sans doute pour des expériences technologiques. Troisième vol. |
| 15 décembre | Electron              | Mahia LC-1                      | Orbite basse          | QPS-SAR-5 (TSUKUYOMI-I)                                      | Satellite d'observation de la Terre. Retour en vol du lanceur après l'échec du 19 septembre.          |
| 15 décembre | Longue Marche 52      | Wenchang                        | Orbite géosynchrone   | Yaogan 41                                                    | Satellite de reconnaissance. Première utilisation de la coiffe longue du lanceur Longue Marche 5.     |
| 16 décembre | Soyouz 2.1b/Fregat    | Baïkonour                       | Orbite basse          | Arktika-M 2                                                  | Satellite météorologique                                                                              |
| 17 décembre | Hyperbola-1           | Jiuquan                         | Héliosynchrone        | DEAR-1                                                       | Prototype de cargo spatial réutilisable.                                                              |
| 19 décembre | Falcon 9 Bloc 5       | Cape Canaveral                  | Orbite basse          | Starlink x 23 Groupe 6-34                                    | Satellites de télécommunications                                                                      |
| 21 décembre | Soyouz 2.1v           | Plessetsk                       | Orbite héliosynchrone | Bars-M 5L                                                    | Satellite de reconnaissance                                                                           |
| 22 décembre | Firefly Alpha         | Vandenberg                      | Orbite basse          | Tantrum                                                      | Démonstrateur technologique.                                                                          |
| 23 décembre | Falcon 9 Bloc 5       | Cape Canaveral                  | Orbite basse          | Starlink x 23 Groupe 6-32                                    | Satellites de télécommunications                                                                      |
| 24 décembre | Falcon 9 Bloc 5       | Vandenberg                      | Orbite héliosynchrone | SARah 2 et 3                                                 | Satellite de reconnaissance radar                                                                     |
| 25 décembre | Kuaizhou 1A           | Jiuquan                         | Orbite héliosynchrone | Tianmu-1 11-14                                               | Satellite météorologique                                                                              |
| 25 décembre | Longue Marche 11      | Jiuquan                         | Orbite héliosynchrone | Shiyan 24C-01, 02 et 03                                      | Démonstrateurs technologiques                                                                         |
| 26 décembre | Longue Marche 3B/YZ-1 | Xichang                         | Orbite moyenne        | Beidou-3 M25 et M26                                          | Satellite de navigation                                                                               |
| 27 décembre | Kuaizhou 1A           | Jiuquan                         | Orbite héliosynchrone | Tianmu-1 19–22                                               | Satellite météorologique                                                                              |
| 27 décembre | Soyouz 2.1v           | Plessetsk                       | Orbite héliosynchrone | Razbeg 1                                                     | Satellite de reconnaissance                                                                           |
| 29 décembre | Falcon Heavy          | Centre spatial Kennedy          | Orbite géosynchrone   | X-37B OTV-7 (USA-349)                                        | Navette spatiale militaire                                                                            |
| 29 décembre | Falcon 9 Bloc 5       | Cape Canaveral                  | Orbite basse          | Starlink x 23 Groupe 6-36                                    | Satellites de télécommunications                                                                      |

## Synthèse des vols orbitaux

### Par pays
Nombre de lancements par pays ayant construit le lanceur. Le pays retenu n'est pas celui qui gère la base de lancement (Kourou pour certains Soyouz, Baïkonour pour Zenit), ni le pays de la société de commercialisation (Allemagne pour Rokot, ESA pour certains Soyouz) ni le pays dans lequel est implanté la base de lancement (Kazakhstan pour Baïkonour). Chaque lancement est compté une seule fois quel que soit le nombre de charges utiles emportées.
| Pays          | Lancements | Succès | Échecs | Échecs partiels | Remarques |
| ------------- | ---------- | ------ | ------ | --------------- | --- |
| Chine         | 67         | 66     | 1      | 0               | |
| Corée du Nord | 3          | 1      | 2      | 0               | |
| Corée du Sud  | 2          | 2      | 0      | 0               | |
| États-Unis    | 116        | 109    | 6      | 1               | Comprend les lancements d'Electron. Nouveau record du nombre de lancements annuels par une nation détenu jusque là par l'Union Soviétique en 1982 avec 108 tirs. |
| Europe        | 3          | 3      | 0      | 0               | |
| Inde          | 7          | 7      | 0      | 0               | |
| Israël        | 1          | 1      | 0      | 0               | |
| Iran          | 2          | 1      | 1      | 0               | |
| Japon         | 3          | 2      | 1      | 0               | |
| Russie        | 19         | 19     | 0      | 0               | |

### Par lanceur
Nombre de lancements par famille de lanceur. Chaque lancement est compté une seule fois quel que soit le nombre de charges utiles emportées.
| Lanceur                   | Pays             | Lancements | Succès | Échecs | Échecs partiels | Remarques              |
| ------------------------- | ---------------- | ---------- | ------ | ------ | --------------- | ---------------------- |
| Angara                    | Russie           | 0          | 0      | 0      | 1               |                        |
| Antares                   | États-Unis       | 2          | 2      | 0      | 0               |                        |
| Ariane 5ECA               | Europe           | 3          | 3      | 0      | 0               | Dernier vol            |
| Atlas V                   | États-Unis       | 2          | 2      | 0      | 0               |                        |
| Ceres-1                   | Chine            | 7          | 6      | 1      | 0               |                        |
| Chollima                  | Corée du Nord    | 3          | 1      | 2      | 0               | Vol inaugural          |
| Delta IV                  | États-Unis       | 1          | 1      | 0      | 0               |                        |
| Dnepr-1                   | Ukraine          | 0          | 0      | 0      | 0               |                        |
| Epsilon                   | Japon            | 0          | 0      | 0      | 0               |                        |
| Electron                  | Nouvelle-Zélande | 9          | 8      | 1      | 0               |                        |
| Falcon 9                  | États-Unis       | 91         | 91     | 0      | 0               |                        |
| Falcon Heavy              | États-Unis       | 5          | 5      | 0      | 0               |                        |
| Firefly Alpha             | États-Unis       | 2          | 1      | 0      | 1               |                        |
| GSLV MK II                | Inde             | 1          | 1      | 0      | 0               |                        |
| GSLV MK III               | Inde             | 2          | 2      | 0      | 0               |                        |
| H-IIA                     | Japon            | 2          | 2      | 0      | 0               |                        |
| H3                        | Japon            | 1          | 0      | 1      | 0               | Vol inaugural          |
| Hyperbola-1               | Chine            | 2          | 2      | 0      | 0               |                        |
| Jielong-3                 | Chine            | 1          | 1      | 0      | 0               |                        |
| Kuaizhou-1A               | Chine            | 6          | 6      | 0      | 0               |                        |
| Lijian-1                  | Chine            | 1          | 1      | 0      | 0               |                        |
| KSLV-2                    | Corée du Sud     | 1          | 1      | 0      | 0               |                        |
| LauncherOne               | États-Unis       | 1          | 0      | 1      | 0               | Dernier vol            |
| Longue Marche 2           | Chine            | 25         | 25     | 0      | 0               |                        |
| Longue Marche 3           | Chine            | 6          | 6      | 0      | 0               |                        |
| Longue Marche 4           | Chine            | 7          | 7      | 0      | 0               |                        |
| Longue Marche 5           | Chine            | 1          | 1      | 0      | 0               |                        |
| Longue Marche 6           | Chine            | 0          | 0      | 0      | 0               |                        |
| Longue Marche 7           | Chine            | 3          | 3      | 0      | 0               |                        |
| Longue Marche 11          | Chine            | 2          | 2      | 0      | 0               |                        |
| Minotaur I                | États-Unis       | 0          | 0      | 0      | 0               |                        |
| Proton                    | Russie           | 2          | 2      | 0      | 0               |                        |
| PSLV                      | Inde             | 3          | 3      | 0      | 0               |                        |
| Qaem 100                  | Iran             | 1          | 0      | 1      | 0               | Vol inaugural          |
| Qased                     | Iran             | 1          | 1      | 0      | 0               |                        |
| Rocket                    | États-Unis       | 0          | 0      | 0      | 0               |                        |
| RS1                       | États-Unis       | 1          | 0      | 1      | 0               | Vol inaugural          |
| Rokot                     | Russie           | 0          | 0      | 0      | 0               |                        |
| Shavit 2                  | Israël           | 1          | 1      | 0      | 0               |                        |
| SSLV                      | Inde             | 1          | 1      | 0      | 0               |                        |
| Safir                     | Iran             | 0          | 0      | 0      | 0               |                        |
| Soyouz                    | Russie           | 17         | 17     | 0      | 0               |                        |
| Starship                  | États-Unis       | 2          | 0      | 2      | 0               | Vol inaugral           |
| UR-100N (Strela ou Rokot) | Russie           | 0          | 0      | 0      | 0               |                        |
| Taurus                    | États-Unis       | 0          | 0      | 0      | 0               |                        |
| Terran 1                  | États-Unis       | 1          | 0      | 1      | 0               | Premier et dernier vol |
| Tianlong-2                | Chine            | 1          | 1      | 0      | 0               | Vol inaugural          |
| TV-2                      | Corée du Sud     | 1          | 1      | 0      | 0               | Vol inaugural          |
| Unha                      | Corée du Nord    | 0          | 0      | 0      | 0               |                        |
| Vega                      | Europe           | 1          | 1      | 0      | 0               |                        |
| Zenit                     | Ukraine          | 0          | 0      | 0      | 0               |                        |
| Zhuque-2                  | Chine            | 1          | 1      | 0      | 0               |                        |

### Par base de lancement
Nombre de lancements par base de lancement utilisée. Chaque lancement est compté une seule fois quel que soit le nombre de charges utiles emportées.
| Site          | Pays          | Lancements | Succès | Echecs | Echecs partiels | Remarques |
| ------------- | ------------- | ---------- | ------ | ------ | --------------- | --------- |
| Baïkonour     | Kazakhstan    | 9          | 9      |        |                 |           |
| Cap Canaveral | États-Unis    | 59         | 58     | 1      |                 |           |
| Jeju          | Corée du Sud  | 1          | 1      |        |                 |           |
| Dombarovski   | Russie        |            |        |        |                 |           |
| Jiuquan       | Chine         | 36         | 35     | 1      |                 |           |
| Kennedy       | États-Unis    | 13         | 13     |        |                 |           |
| Kourou        | France        | 3          | 3      |        |                 |           |
| Naro          | Corée du Sud  | 1          | 1      |        |                 |           |
| Kodiak        | États-Unis    | 1          | 0      | 1      |                 |           |
| Mer de Chine  | Chine         | 2          | 2      |        |                 |           |
| Mer Jaune     | Chine         | 1          | 1      |        |                 |           |
| Palmachim     | Israël        | 1          | 1      |        |                 |           |
| Plessetsk     | Russie        | 7          | 7      |        |                 |           |
| Satish Dhawan | Inde          | 7          | 7      |        |                 |           |
| Shahroud      | Iran          | 2          | 1      | 1      |                 |           |
| Sohae         | Corée du Nord | 3          | 1      | 2      |                 |           |
| Starbase      | États-Unis    | 2          | 0      | 2      |                 |           |
| Taiyuan       | Chine         | 9          | 9      |        |                 |           |
| Tanegashima   | Japon         | 3          | 2      | 1      |                 |           |
| Vandenberg    | États-Unis    | 30         | 29     | 1      |                 |           |
| Vostotchny    | Russie        | 3          | 3      |        |                 |           |
| Wenchang      | Chine         | 4          | 4      |        |                 |           |
| Xichang       | Chine         |            |        |        |                 |           |

### Par type d'orbite
Ce tableau ne sera mis à jour qu'une fois l'année en cours terminée.
Nombre de lancements par type d'orbite visée. Chaque lancement est compté une seule fois quel que soit le nombre de charges utiles emportées.
| Orbite                 | Lancements | Succès | Échecs | Atteints par accident |
| ---------------------- | ---------- | ------ | ------ | --------------------- |
| Basse                  | 187        | 176    | 11     |                       |
| Moyenne                | 26         | 26     |        |                       |
| Géosynchrone/transfert | 6          | 6      |        |                       |
| Héliocentrique         | 4          | 4      |        |                       |

## Survols et contacts planétaires
| Date (U.T.C.) | Sonde spatiale     | Événement                                         | Remarque                                                                     |
| ------------- | ------------------ | ------------------------------------------------- | ---------------------------------------------------------------------------- |
| 21 mars       | Hakuto-R-1         | Insertion en orbite lunaire.                      |                                                                              |
| 25 avril      | Hakuto-R-1         | Echec de l'atterrissage à la surface de la Lune.  |                                                                              |
| 20 juin       | BepiColombo        | Troisième assistance gravitationnelle de Mercure. |                                                                              |
| 31 juillet    | Juno               | 53e périgée orbite de Jupiter.                    | Survol de Io à une distance de 22000 km                                      |
| 21 aout       | Parker Solar Probe | Sixième assistance gravitationnelle de Vénus..    |                                                                              |
| 5 aout        | Chandrayaan-3      | Insertion en orbite autour de la Lune.            |                                                                              |
| 16 aout       | Luna 25            | Insertion en orbite autour de la Lune.            |                                                                              |
| 19 aout       | Luna 25            | Atterrissage à la surface de la Lune.             | Echec                                                                        |
| 23 aout       | Chandrayaan-3      | Atterrissage à la surface de la Lune.             |                                                                              |
| 21 aout       | Parker Solar Probe | Sixième assistance gravitationnelle de Vénus.     |                                                                              |
| 24 septembre  | OSIRIS-REx         | Retour de la capsule d'échantillon sur Terre.     |                                                                              |
| 1 novembre    | Lucy               | Survol de l'astéroïde (152830) Dinkinesh.         |                                                                              |
| 25 décembre   | SLIM               | Insertion en orbite autour de Lune.               |                                                                              |
| 30 décembre   | Juno               | 57e périgée orbite de Jupiter.                    | Période orbitale réduite à 35 jours. Survol de Io à une distance de 1 500 km |

## Sorties extravéhiculaires
- 20 janvier (durée de la sortie 7 h 21) : les astronautes Koichi Wakata et Nicole Mann à bord de la Station spatiale internationale installent des cables connectant le panneau solaire IROSA 1B et  prépare l'installation du panneau solaire 1A[22].
- 2 février (durée de la sortie 6 h 41) : les astronautes Koichi Wakata et Nicole Mann achèvent la préparation de l'installation du panneau solaire 1A[22].
- 9 février (durée de la sortie 7 h 6) : les astronautes chinois Fei Junlong et Zhang Lu à bord de la station spatiale chinoise installent une pompe  à l'extérieur du module Mengtian et des équipements sur le sas de ce module permettant de déployer des charges utiles externes ainsi que de petits satellites à l'aide du bras robotique[23].
- 28 février : les astronautes chinois   Fei Junlong et Zhang Lu en collaboration avec leur collègue resté à l'intérieur achèvent l'installation de la pompe externe et connectent des cables reliant les modules. Ils installent également la plateforme destinée à recevoir des charges utiles exposées au vide[24].
- 30 mars : les astronautes chinois    Fei Junlong et Zhang Lu poursuivent la tache précédente[24].
- 15 avril : les astronautes chinois    Fei Junlong et Zhang Lu poursuivent la tache précédente[24].